# Luis María Lasúrtegui Berridi
Luis María Lasúrtegui Berridi, també conegut com a Luis Mari Lasúrtegui, (Pasaia, País Basc, 28 de març de 1956) és un remador basc, ja retirat, guanyador d'una medalla olímpica.
Va participar, als 24 anys, en els Jocs Olímpics d'Estiu de 1980 realitzats a Moscou (Unió Soviètica), on aconseguí finalitzar quart en la prova masculina de quatre amb timoner i rebé un diploma olímpic. En els Jocs Olímpics d'Estiu de 1984 realitzats a Los Angeles (Estats Units), al costat de Fernando Climent, aconseguí guanyar la medalla de plata en la prova de dos sense timoner. En els Jocs Olímpics d'Estiu de 1988 celebrats a Seül (Corea del Sud) fou eliminat en primera ronda en aquesta última prova.